# Lufttransport Staffel 7
Die Lufttransport Staffel 7 (LT St 7) der Schweizer Luftwaffe ist eine Milizstaffel und gehört zum Flugplatz Kommando 7 (Flpl Kdo 7). Sie ist auf dem Militärflugplatz Emmen stationiert.

## Wappen
Als Wappen trägt sie eine dunkelblaue Seitenansicht einer Pilatus PC-6, neben der zwei Fallschirmspringer im freien Fall sichtbar sind vor der gelben Schrift LT Staffel und zwei Linien, die eine 7 formen vor blauem Hintergrund und einem gelben Kreis. Wie bei allen Lufttransportstaffeln existiert auch eine Tarnversion, diese hat einen dunkelgrünen Hintergrund, die Schrift und die Doppel-7 sind weiss, die Seitenkontur der PC-6 ist mit Weiss nachgezogen. Früher hatte die LT Staffel7 ein Wappen, das einen Globi an einem rot/weissen Fallschirm zeigt vor hellblauem Hintergrund und der schwarzen Aufschrift: Lufttransport 7 Staffel/Kompanie.

## Geschichte

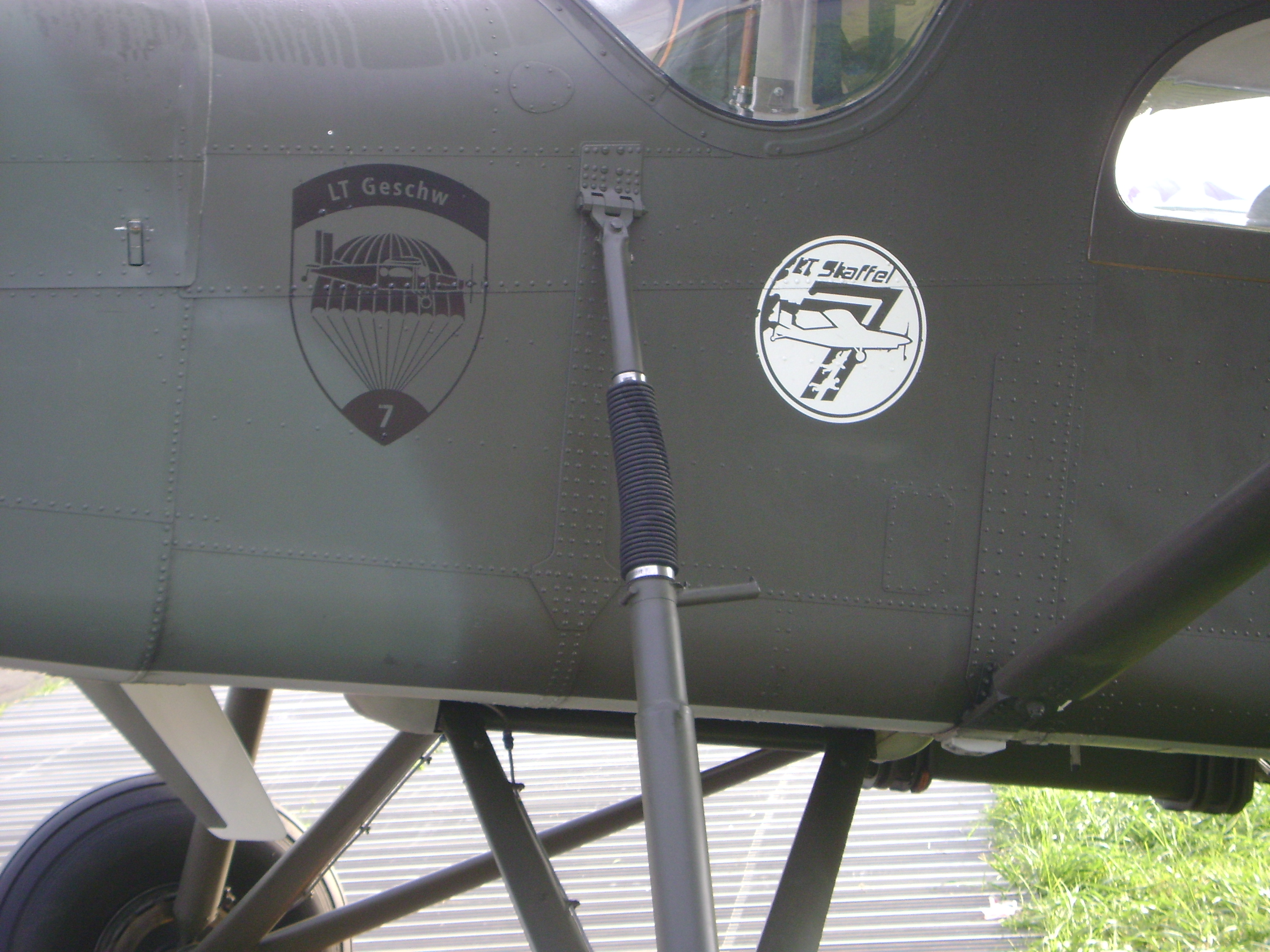
Lufttransport Staffel 7 Abzeichen auf Pilatus PC-6

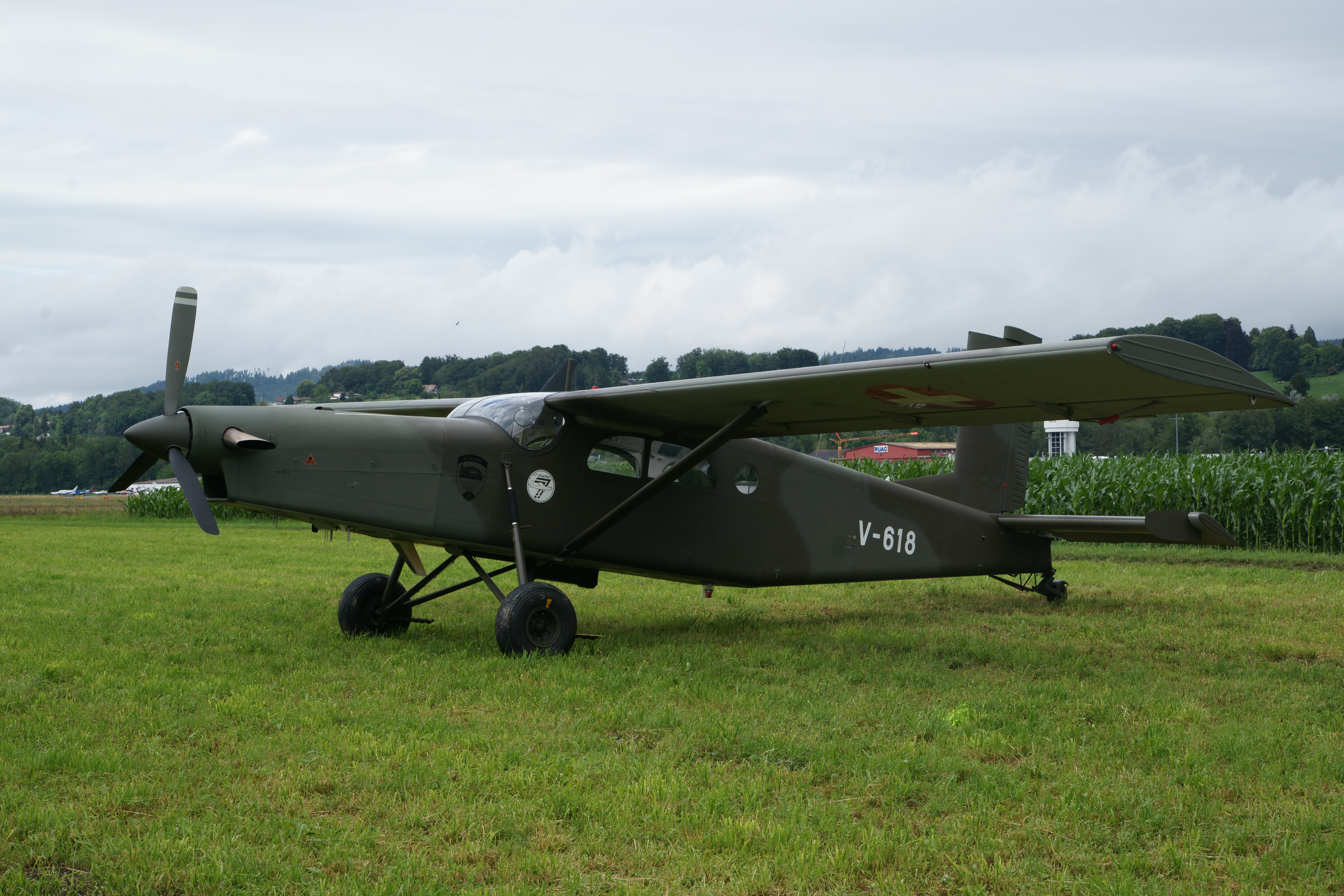
Pilatus PC-6 V-618

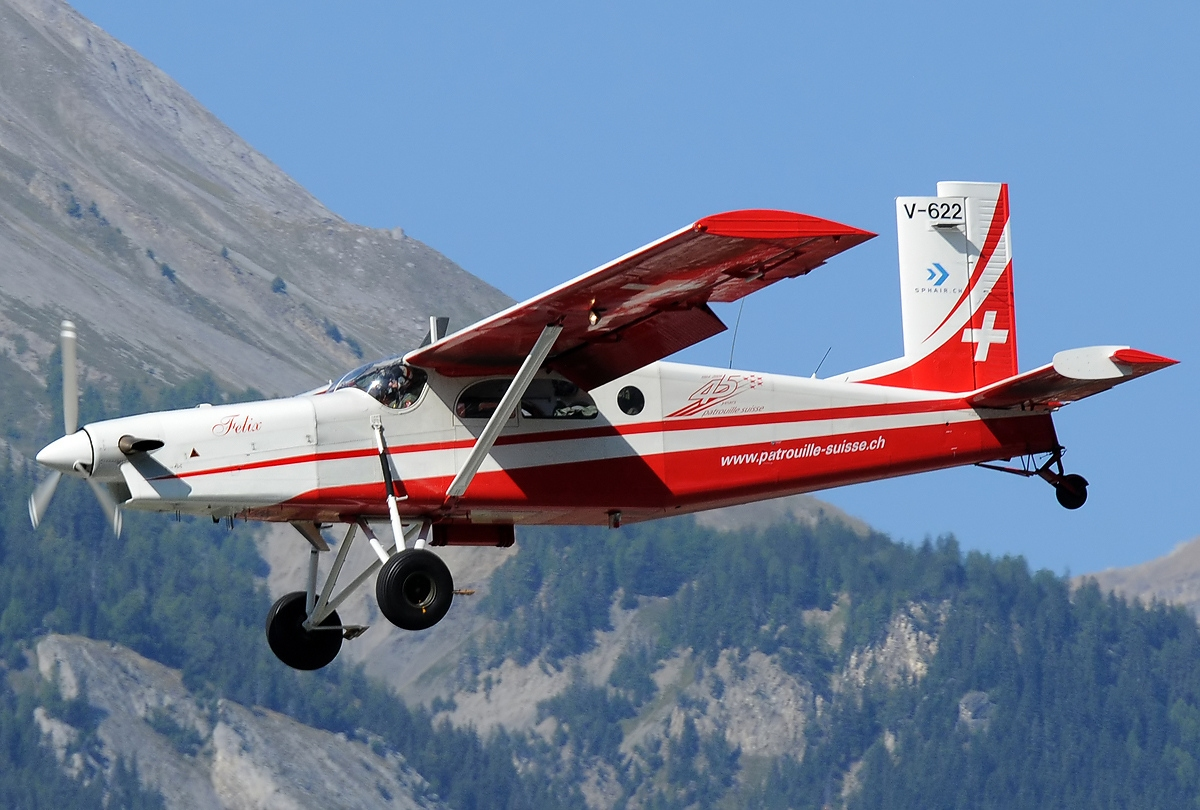
Pilatus PC-6 V-622

Die Lufttransportstaffel 7, früher auch unter der Bezeichnung Leichte Fliegerstaffel 7 bekannt, ist die einzige Lufttransportstaffel der Schweizer Luftwaffe, die ausschliesslich Flächenflugzeuge einsetzt. Die Piloten sind hauptsächlich ehemalige Milizpiloten die aus Altersgründen nicht mehr bei den Milizkampfflugzeugstaffeln tätig sind. Der Pilatus Porter war zu der Zeit der ersten Helikopter mit seiner erheblich höheren Lastkapazität ein ideales Transportflugzeug. 1967 wurde eine erste Tranche von zwölf Pilatus PC-6 Portern beschafft. Diese Version des PC-6 H2M war noch mit einem Kolbenmotor ausgestattet. Mit der Beschaffung ab 1978 einer zweiten Tranche von sechs neuen Turbo-Portern wurden auch die ersten Kolben-Porter mit Turbinentriebwerk umgerüstet. Zeitweise waren auch Dornier Do 27 bei der Lufttransportstaffel 7 im Einsatz. In früheren Jahren operierte die «Leichte Fliegerstaffel 7» den Porter nicht nur zum Absetzen der damaligen Fernspäher. Für die Waldbrandbekämpfung konnte das Flugzeug mit einem Wassertank umfunktioniert werden, dies wurde aber aufgegeben als es mit den Alouette III und dem Bambibucket möglich war, grössere Mengen zielgenauer abzuwerfen. Selbst Trainingseinsätze als Sprühflüge mit chemischen Substanzen zur AC-Beübung von Truppen konnten durchgeführt werden. Dies wird jedoch heutzutage nicht mehr praktiziert. Seit je her führte die Lufttransport Staffel 7 ihren Flugbetrieb auch von Behelfsflugplätzen im Gelände durch. Ihre Heimatbasis ist seit dem Jahr 2000 der Militärflugplatz Emmen, vorher war der Militärflugplatz St. Stephan die Heimatbasis, dieser wurde jedoch vom Militär aufgegeben.
Die Lufttransportstaffel 7 setzt Fallschirmaufklärer aus Höhen bis zu 8000 Metern über Meer ab. Sie führt für den taktischen Einsatz STOL Starts und Landungen ab Behelfslandeplätzen im Gelände durch. Zudem werden Personen- und Materialtransporte und Verbindungsflüge für die verschiedensten Stellen durchgeführt. Die Dienstleistung der Staffel-7 beschränkt sich nicht nur auf Wiederholungskurs der Fallschirmaufklärer Kompanie 17. Während des ganzen Jahres stellen die Piloten mit einzelnen Diensttagen den Sprungdienst der Fallschirmaufklärer-Schule 83 in Locarno sicher. Auch das erstellen von Luftbildern (nicht zu verwechseln mit der Luftfotografie für die Kartographierung) gehören in den vielfältigen Aufgabenbereich.
Heutzutage betreibt die Lufttransportstaffel 7 noch 15 Pilatus PC-6, davon sind 14 Stück in olivgrüner Tarnfarbe lackiert. Die Pilatus PC-6 mit der Immatrikulation V-622 ist in den Farben der Patrouille Suisse versehen und dient nebst der Aufgaben beim LT7 als Verbindungsflugzeug für den Kommandanten der Patrouille Suisse.

## Flugzeuge
- Pilatus Porter (PC-6 mit Kolbenmotor)
- Dornier Do 27
- PC-6/B2-H2M